# Numbeo
A Numbeo é um banco de dados global de contribuição colaborativa de preços relatados pelo consumidor, e de estatísticas relacionadas à qualidade de vida, indicadores de habitação, taxas de criminalidade percebidas e qualidade de saúde, entre muitas outras estatísticas.

## História
A Numbeo é um banco de dados colaborativo online que permite aos usuários compartilhar e comparar informações sobre o custo de vida entre países e cidades. O site da Numbeo é operado pela Numbeo doo, uma empresa registrada na Sérvia. O fundador da Numbeo é um ex-engenheiro de software da Google.

## Descrição
A Numbeo foi fundada em abril de 2009 por Mladen Adamovic. Originalmente, era um site para comparação de preços de origem coletiva, mas no final de 2011 começou a coletar dados sobre criminalidade, poluição, saúde e trânsito.

## Popularidade
O website Numbeo foi mencionado ou usado como fonte em centenas dos principais jornais do mundo, incluindo Forbes, Business Insider, Time, The Economist, BBC, The New York Times, China Daily, The Telegraph. A Numbeo afirma ser o maior site de seu tipo, com mais de 1,3 milhão de pontos de dados coletados em agosto de 2014. De acordo com o ranking do Alexa em agosto de 2014, a Numbeo.com estava entre os 10.000 melhores websites classificados por tráfego.
O website foi algumas vezes usado pela Organização das Nações Unidas para Alimentação e Agricultura (FAO), Fundo Monetário Internacional (FMI), Banco Mundial e muitas outras organizações internacionais.

## Críticas
Em 2012, o colunista Alistair Walsh sugeriu em um artigo escrito para o site Property Observer, que as informações da Numbeo são baseadas no que as pessoas dizem e devem ser analisadas com ceticismo e não ser interpretadas literalmente. Não há verificação ou auditoria de terceiros sobre a exatidão dos dados.

Uma comparação com outras fontes de dados internacionais sobre cidades conduzida por Ray Woodcock em 2017 sugeriu que a Numbeo pode ser imprecisa a nível de cidade, enquanto a um nível de país o website é mais preciso.